# Donja Drenova
Donja Drenova is een plaats in de gemeente Sveti Ivan Zelina in de Kroatische provincie Zagreb. De plaats telt 330 inwoners (2001).